# No Redemption
No Redemption — альбом 2013 года норвежской aggrotech-группы Combichrist. В записи содержится больше металла нежели обычно можно было ожидать от Combichrist. Практически половина треков была представлена в одноимённом саундтреке игры DmC: Devil May Cry, также для игры были лицензированы более ранние треки Combichrist.

## Список композиций
| №   | Название                                  | Длительность |
| --- | ----------------------------------------- | ------------ |
| 1.  | «Age of Mutation»                         | 2:32         |
| 2.  | «Zombie Fistfight»                        | 2:01         |
| 3.  | «Feed the Fire»                           | 3:59         |
| 4.  | «Gimme Deathrace»                         | 3:55         |
| 5.  | «Clouds of War»                           | 4:04         |
| 6.  | «Buried Alive»                            | 3:09         |
| 7.  | «Empty»                                   | 4:32         |
| 8.  | «I Know What I Am Doing (Planet Treason)» | 2:43         |
| 9.  | «No Redemption»                           | 2:33         |
| 10. | «Falling Apart»                           | 2:45         |
| 11. | «Gotta Go»                                | 2:59         |
| 12. | «How Old Is Your Soul?»                   | 3:32         |
| 13. | «Pull the Pin»                            | 3:55         |

- 2, 5, 6, 9, 12 и 13 были изданы специально для DmC: Devil May Cry Soundtrack Selection.

| №   | Название                           | Длительность |
| --- | ---------------------------------- | ------------ |
| 1.  | «Declamation»                      | 1:55         |
| 2.  | «What the Fuck is Wrong With You?» | 5:01         |
| 3.  | «Get Your Body Beat»               | 4:49         |
| 4.  | «Never Surrender»                  | 4:49         |
| 5.  | «Deathbed»                         | 5:59         |
| 6.  | «Follow the Trail of Blood»        | 5:33         |
| 7.  | «Sent to Destroy»                  | 4:39         |
| 8.  | «Throat Full of Glass»             | 4:48         |
| 9.  | «Electrohead»                      | 6:01         |
| 10. | «All Pain Is Gone»                 | 4:58         |

- 1, 4, 6 и 8 из Making Monsters.
- 7 и 10 из Today We Are All Demons
- 2, 3, 5 и 9 из What the Fuck Is Wrong with You People?